# 943 a.C.
Il 943 a.C. (CMXLIII a.C. in numeri romani) è un anno  del X secolo a.C.

## Eventi
- Ninurta-kudur-usur II è Re di Babilonia.